# 三谷和司
三谷 和司（みたに かずし、1956年 - ）は神木イエス・キリスト教会の牧師。ノア・ミュージック・ミニストリーの代表である。ノア・ミュージック・ミニストリーで、日本の教会に日本人によるオリジナルの新しいコンテンポラリー・ワーシップ・ミュージックの運動を広めている。

## 経歴
- 1956年 当時鐘淵紡績勤務だった三谷康人（後にカネボウ薬品会長を務める）と母・君子の次男として神戸市に生まれる。
- 1983年 関西学院大学神学部を卒業した後、米国テキサス州ダラスのクライスト・フォー・ザ・ネイションズを卒業した。賛美グループ「ノア」を結成する。
- 1984年　川崎市宮前区に教会堂を建設する。（現　宮前チャペル）
- 1993年　静岡県掛川市に教会堂を建設する。（現　掛川チャペル　牧師に石原保彦師を任命）
- 2004年　横浜市青葉区に教会堂を建築する。（現　青葉チャペル）